# دولار دوللي ماديسون
دولار دوللي ماديسون هي عملة 1 دولار تذكاري غير متداول أصدرته دار السك الأمريكية في عام 1999 في دار سك العملة في فيلادلفيا. أصدرت العملة بموجب القانون 104-329 في 20 أكتوبر 1996 الذي ينص على إصدار عملة معدنية في الذكرى 150 لوفاة السيدة الأولى للولايات المتحدة دوللي ماديسون (1768-1849).

## التصميم
عهدت دار سك العملة الأمريكية بتصميم هذه العملة التذكارية إلى شركة المجوهرات الخاصة تيفاني أند كومباني. ولهذا السبب توجد كلمة "T & Co" على هذه العملة.
على وجه العملة الذي صممه ونقشه تي جيمس فيريل صورة دوللي ماديسون السيدة الأولى وزوجة الرئيس جيمس ماديسون، وعلى الظهر منزل كلاسيكي من طراز العمارة في مونتبليير، فيرجينيا، مقر عائلتها. على العملة عبارات DOLLEY MADISON وIN GOD WE TRUST وLIBERTY.

## الإصدار
ينص قانون سك العملة إصدار 500,000 قطعة بحد أقصى، أصدرت 89,104 قطعة غير متداولة و224,403 قطعة خاصة أي ما مجموعه 313,507 قطعة. كلها في دار سك الملة في فيلادلفيا، بدأ بيع العملة في 1 يناير حتى 31 ديسمبر 1994.
منحت جزء من أرباح بيع العملة إلى الصندوق الوطني للحفاظ على التاريخ لصيانة مونتبليير وأراضيها البالغة 2700 فدان.

## التكريم
منح دولار الذكرى 150 عام لوفاة دوللي ماديسون لقب أفضل عملة معدنية أصدرت في عام 1999 من دار سك العملة عام 2001.